# Gaspard Manesse
Gaspard Manesse (25 de março de 1975) é um ator francês, reconhecido internacionalmente por protagonizar o filme Au revoir les enfants, obra premiada com o Leão de Ouro em 1987.

## Filmografia
- Au revoir les enfants (1987) - Julien Quentin
- Erreur de jeunesse (1989)
- Comme il vient (2002)
- Un Transport en Commun (2009)